# Hossein Salami
Hossein Salami (em persa: حسین سلامی; Golpayegan, 1960 — Teerã, 13 de junho de 2025) foi um oficial militar iraniano comandante-chefe do Corpo de Guardas da Revolução Islâmica. Nascido em Golpayegan, ele se juntou a Guarda Revolucionária Iraniana (CRGD) durante a Guerra Irã-Iraque, quando era um estudante universitário. Ele subiu na hierarquia, tornando-se vice-comandante. Em 21 de abril de 2019, o Líder Supremo do Irã, Ali Khamenei, o nomeou como o novo Comandante-em-Chefe do CGRD, substituindo o major-general Mohammad Ali Jafari.
Salami destacou-se entre os comandantes do CGRD pelo uso de discursos inflamados e agressivos contra os EUA, Israel e a Arábia Saudita. De acordo com o pesquisador Mehdi Khalaji, ele se baseava em "contornar de forma inovadora as sanções econômicas, desenvolver o programa de mísseis do Irã e manter a política regional desafiadora do regime".
Salami foi morto em um ataque aéreo de Israel, em 13 de junho de 2025, no quartel-general do Corpo de Guardas da Revolução Islâmica.

## Início de vida
Salami nasceu em 1960 em Golpayegan, Isfahan, então parte do Estado Imperial do Irã. Em 1978, foi aceito no departamento de engenharia mecânica da Universidade de Ciência e Tecnologia do Irã. Quando a Guerra Irã-Iraque começou, ele se juntou ao CGRD. Após a guerra, continuou seus estudos e se formou com um mestrado em gestão de defesa.

## Carreira
Depois de se juntar ao CGRD quando a Guerra Irã-Iraque começou, Salami subiu na hierarquia, tornando-se vice-comandante. Em 21 de abril de 2019, Ali Khamenei nomeou-o novo comandante-chefe do CGRD, substituindo Mohammad Ali Jafari, que ocupava o cargo desde setembro de 2007.
Em 7 de janeiro de 2020, Salami discursou no funeral de seu companheiro de armas e subordinado da força Quds do CGRD, Qasem Soleimani, que havia sido morto na sexta-feira anterior perto do Aeroporto Internacional de Bagdá, no Iraque, por um ataque aéreo dos EUA: “Vou dizer a última palavra logo no início: vamos nos vingar. Vamos nos vingar, uma vingança que será dura, forte, decisiva e definitiva, e que os fará se arrepender”.
No incidente de 8 de janeiro de 2020, em que o voo PS752 da UIA foi abatido por mísseis do CGRD, em 13 de janeiro Salami foi ao Parlamento iraniano e disse: “Cometemos um erro. Alguns de nossos compatriotas foram martirizados por causa do nosso erro, mas não foi intencional... Em toda a minha vida, nunca me senti tão arrependido como agora. Nunca... Gostaria de ter estado a bordo e ter morrido com eles... Que Deus nos perdoe e que, depois, o povo iraniano e as famílias das vítimas nos perdoem. E, por este incidente, estamos ainda mais determinados a compensá-los.”
Em janeiro de 2019, Salami disse: “Vamos combatê-los em nível global, não apenas em um único lugar. Nossa guerra não é uma guerra local. Temos planos para derrotar as potências mundiais”.
Após o ataque iraniano a Israel em abril de 2024, Salami declarou: “Nossas informações sobre todos os ataques ainda não estão completas, mas, com base nos relatórios precisos, documentados e relacionados ao campo que temos sobre essa parte dos ataques, podemos afirmar que essa operação foi realizada com um sucesso que superou as expectativas”.

## Sanções
Em 8 de abril de 2019, os EUA impuseram sanções econômicas e de viagem a CGRD e a organizações, empresas e indivíduos afiliados a ele. Salami disse que a CGRD estava orgulhoso por Washington tê-los nomeado como um grupo terrorista. Mais tarde, foi observado que Salami foi incluído na lista de sanções, pois havia sido promovido em 21 de abril a comandante do CGRD.
Em 3 de outubro de 2022, Salami foi incluído em uma lista de sanções canadense que incluía nove entidades iranianas e 25 funcionários do alto escalão. As sanções foram uma reação à morte de Mahsa Amini e à perseguição dos manifestantes nos protestos em grande escala que se seguiram.

## Opiniões políticas
Salami destacava-se entre os comandantes da Guarda Revolucionária pelos seus discursos inflamados e agressivos contra os EUA, Israel e a Arábia Saudita. Por exemplo, durante um discurso na televisão iraniana, Salami teria afirmado: “Estamos planejando destruir os Estados Unidos, Israel e seus parceiros e aliados. Nossas forças terrestres devem limpar o planeta da imundície da existência deles”.

### Israel
Em 2014, Salami declarou: “Vamos persegui-los [israelenses] de casa em casa e nos vingaremos por cada gota de sangue dos nossos mártires na Palestina, e este é o ponto de partida do despertar das nações islâmicas para a sua derrota”. Em outro discurso, ele afirmou que “o regime sionista está sendo lentamente eliminado do mundo” e previu que “em breve, não haverá mais regime sionista no planeta Terra”.

### Civilização ocidental e jihad
Em 2024, durante a guerra em Gaza, Salami disse:
Veja as cenas do crime em Gaza. É a verdadeira face da civilização ocidental que quer transferir essa cultura para o mundo inteiro no fenômeno da globalização. Crueldade, guerra, sedição, fogo e sangue são os principais elementos da identidade cultural do mundo ocidental, por isso essa situação não pode ser tolerada por nós. Os Estados Unidos têm como alvo todo o mundo islâmico... eles buscam dominar todos os muçulmanos, sequestrar suas identidades culturais e confiscar suas riquezas. Todos os muçulmanos estão, portanto, no mesmo barco. Se o inimigo conseguir se infiltrar em um Estado muçulmano, ele continuará com os outros. Portanto, o caminho para os agressores [avançarem em seu] domínio deve ser bloqueado. A jihad pela libertação dos muçulmanos que estão sob o controle dos Taghut (politeístas) é a responsabilidade e a missão mais atrativas e belas para nós, a Guarda Revolucionária Islâmica.

### Estados Unidos
Em 5 de março de 2020, Salami disse, referindo-se à COVID-19, que “estamos agora lidando com uma guerra biológica”. Ele argumentou que ela “pode ser o produto da guerra biológica americana”. Essa teoria foi amplificada em 8 de março pela emissora estatal Press TV.

Em 2022, em meio aos protestos causados pela morte de Mahsa Amini, Salami, que discursava no funeral das vítimas mortas em um ataque terrorista do Estado Islâmico, afirmou: “Este plano sinistro foi tramado... na Casa Branca e pelo regime sionista”, enquanto proclamava: “Não saiam às ruas. Hoje é o último dia de tumultos”, e acrescentou ainda: “Não vendam sua honra aos Estados Unidos e não desrespeitem as forças de segurança, que estão defendendo vocês”.